# Rose Akol
Rose Akol   (Bukedea District, 27 de novembre de 1964) és una comptable i política ugandesa. Va ser nomenada ministra d'Interior el 16 de novembre de 2015. Va assumir el càrrec després de la confirmació del Parlament d'Uganda. També és membre electa del parlament com a representant de les dones del districte de Bukedea.

## Antecedents i educació
Va néixer al districte de Bukedea i va anar a l'escola secundària de Ngora. Té un Màster en administració d'empreses en finances i comptabilitat, atorgat l'any 2004 per la Makerere University Business School.

## Experiència laboral
Va començar la seva carrera l'any 1989 com a assistent de comptabilitat al Consell de Promoció d'Exportacions d'Uganda, ocupant aquest càrrec fins a 1990. Des de 1990 fins a 1993, va exercir com a comptable a l'Agència de Desenvolupament de Karamoja. Des del 1994 fins al 2000, va ser auditora interna sènior de la Uganda Airlines Corporation. Des del 2003 fins al 2006, va exercir com a responsable d'auditoria interna del Joint Clinical Research Centre. Al mateix temps, va exercir com a comptable a l'East African Airlines. El 2006, va entrar a la política parlamentària electiva guanyant l'escó de representant de la dona del districte de Bukedea. Va ser reelegida el 2011. El 2011, Rose Akol va guanyar l'escó de representant de la dona del districte davant Anita Among del partit polític Moviment de Resistència Nacional.

## Detalls personals
Rose Akol està casada i és de fe catòlica romana. És membre del partit polític Moviment de Resistència Nacional.